# 西光院 (足立区千住曙町)
西光院（さいこういん）は、東京都足立区にある新義真言宗の寺院。

## 歴史
1307年（徳治2年）、千葉常胤の孫（氏名不詳）の開基である。祖父・常胤の念持仏「薬師如来」を本尊とする寺を創建したのが起源である。この薬師如来は弘法大師空海の作と伝えられており、「牛田薬師」と呼ばれている。なお、現在の当寺の本尊は大日如来となっている。
墓地には、開基の末裔である石出帯刀吉深・師深父子の墓がある。また師深が父の業績を記した事績碑もある。

## 交通アクセス
- 京成関屋駅より徒歩7分。